# ウェルカム・トラスト
ウェルカム・トラスト（英語: The Wellcome Trust）は、イギリス・ロンドンに本拠地を置く、国際保健などへの研究支援を目的とした世界屈指の資産規模の医療研究財団。
近年の取り組むべき3つの課題として『メンタルヘルス』『感染症』『気候変動』を掲げている。

## 概要
アメリカ出身の製薬長者のサー・ヘンリー・ウェルカムの財産を管理するため1936年に設立された。その収入は、かつてバロウス・ウェルカム社 (Burroughs Wellcome & Co) と名乗り、のちにイギリスでウェルカム財団（Wellcome Foundation Ltd., ウェルカム社 Wellcome plc）と改称した団体から拠出されている。
トラストの使命は、人および動物の健康増進を目的とする研究を助成することにある。また、生物医学研究への資金提供に加え、一般の科学理解を深めるための支援もしている。医学史に関する膨大な蔵書を誇るウェルカム図書館を抱えるが、これも一般向けに無償公開している。
2020 年の寄付金は291億ポンドで 、世界で4番目に裕福な慈善財団である。2012年、ウェルカム トラストは、英国最大の科学研究に対する非政府資金提供者であり、世界最大規模の提供者の1つであるとフィナンシャル タイムズ紙が報じた。

## 活動
ウェルカム・トラストは生物医学研究に年間4億ポンド以上を出資している。そのほとんどは健康や病気についての理解を増進するための研究の支援に向けられているが、即物的なものではなく、その医療上の効果は数年後に現れる。ウェルカム・トラストからの資金は以下のことに役立てられてきた。
- サンガー研究所 (Sanger Institute) でのヒトゲノム解読
- 抗マラリア剤のアーテミシニンの開発
- 精神疾患に対する認知療法の開拓
- UKバイオバンクの設立
- サイエンス・ミュージアムでのウェルカム棟の建設
- ダイヤモンド・シンクロトロンを収容している Diamond Light Source
- 科学学習センター (Science Learning Centres) の国民的ネットワークの設立

ウェルカム・トラストはロンドンのユーストン通りに2つの建物を所有している。まずは、1932年にポートランド島の石灰岩で建てられた183番地の建物である。これは印象的な外観を呈し、3階には天井の高い図書閲覧室がある。隣接する215番地には、ガラスと鋼鉄のギブスビルがある。設計はホプキンス・アーキテクツで、2004年に慈善事業の管理本部として開館した。
ウェルカム・トラストは、アメリカ合衆国ではバロウズ・ウェルカム財団 (Burroughs Wellcome Fund) を設立した。
2006年に、トラストは SCIART production scheme を通じて、Josh Appiganesi と Mia Bays が手がけた短編映画『エクス・メモリア』(EX MEMORIA) に資金供与した。これは、アルツハイマー病に罹った女性エヴァの闘病を描いたもので、2006年11月に英国インディペンデント映画賞の最優秀英国短編映画部門にノミネートされた。

## 図書館と公共施設
2007年4月に、ウェルカム・ビルは改修の後で再開館した。この改修には、「ウェルカム・コレクション」と呼ばれる一般向けの催事場もふくまれている。この催事場の目的は、現在の医学や医学史に関する現在の考えについて、一般向けの理解を増進することが企図されている。ここには、展示場、会議場、ワークショップ、喫茶室、書店などが設置されている。ギャラリーでは、ヘンリー・ウェルカム卿のコレクションの一部が展示されているほか、その時々の催事プログラムを主催している。ウェルカムトラスト医学史センター (The Wellcome Trust Centre for the History of Medicine at UCL) はここでの組織の一つである。
ウェルカム図書館は、ウェルカムビルにある。この図書館には、医学史に関する書物、写本、写真、フィルムやデジタルファイルなどの膨大なコレクションが所蔵されている。この所蔵資料は医学史に関する世界でも最重要のもののひとつであり、しかも、一般向けに週のうち6日間は無償で開放されている。

## 製薬業との関連
製薬産業部門との分離に着手した1986年には、トラストはウェルカム社の株のうち、25 %を一般向けに売却した。1995年には物議を醸したものの、残る株式を歴史的なライバルであったグラクソ社 (Glaxo plc) に売却し、グラクソ・ウェルカム社 (GlaxoWellcome plc) を設立した。これによって、トラストは製薬部門からは一切手を引いた。この合併で得た資金は、20世紀末から21世紀初頭のトラストの発展に大きく寄与した。なお、2000年にグラクソ・ウェルカム社が他の英国企業スミスクライン・ビーチャムと合併し、グラクソ・スミスクライン社 (GlaxoSmithKline plc) となったことで、薬事ビジネスからウェルカムの名が消えた。
ウェルカム・トラストは、その後ブーツ社 (Boots) 買収に意欲を見せるテラ・フィルマ (Terra Firma) とHBOSのコンソーシアムに参加することで、再び薬の製造・小売業に関わるようになっている。